# Morświn czarny
Morświn czarny, morświn szary, morświn Burmeistra  (Phocoena spinipinnis) – gatunek ssaka  z rodziny morświnowatych (Phocoenidae). Gatunek słabo poznany.

## Występowanie i biotop
Przybrzeżne wody Ameryki Południowej od Paita w Peru, wzdłuż zachodniego wybrzeża po południowy kraniec kontynentu i wzdłuż wschodniego wybrzeża na północ po Santa Catarina w Brazylii. Czasami wpływa do estuariów i rzek.

## Charakterystyka ogólna

### Wygląd
Czarne ubarwienie grzbietu, spód ciała biały. Głowa krótka. Samce są większe od samic.

### Tryb życia
Tryb życia i biologia rozrodu  słabo poznane. Żywi się rybami, kałamarnicami, ślimakami i mięczakami.

## Zagrożenia i ochrona
Gatunek nie jest objęty konwencją waszyngtońską. W Czerwonej księdze gatunków zagrożonych Międzynarodowej Unii Ochrony Przyrody i Jej Zasobów został zaliczony do kategorii DD (brak wystarczających danych).